# Cap d'Ambre
Le cap d'Ambre (malgache : Tanjona Bobaomby) est le cap à la pointe nord de l'île de Madagascar, dans le sud-ouest de l'océan Indien. Il relève de la province de Diego-Suarez.  
Le Cap d'Ambre marque la limite nord de Madagascar, où de puissantes falaises sont façonnées par les vagues de l'Océan Indien, créant un paysage minéral unique. C'est un lieu fréquent pour l'observation des baleines. Le récent phare du Cap d'Ambre marque la frontière entre l'Océan Indien et le Canal du Mozambique.